# Phulia garleppi
Phulia garleppi är en fjärilsart som beskrevs av William D. Field och Herrera 1977. Phulia garleppi ingår i släktet Phulia och familjen vitfjärilar. Inga underarter finns listade i Catalogue of Life.